# Liftback

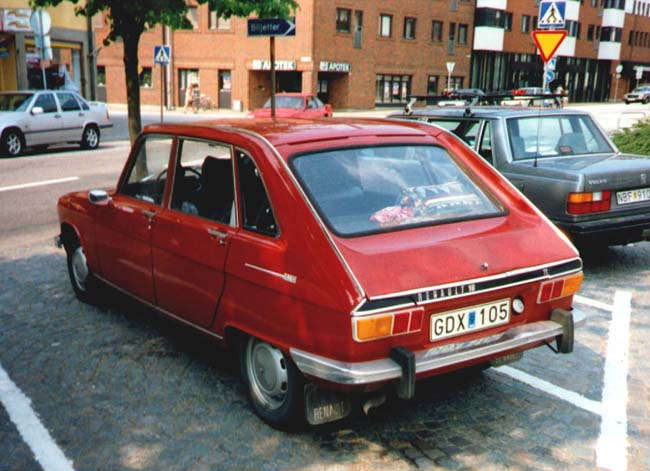
Renault 16 (1965), el primer liftback.

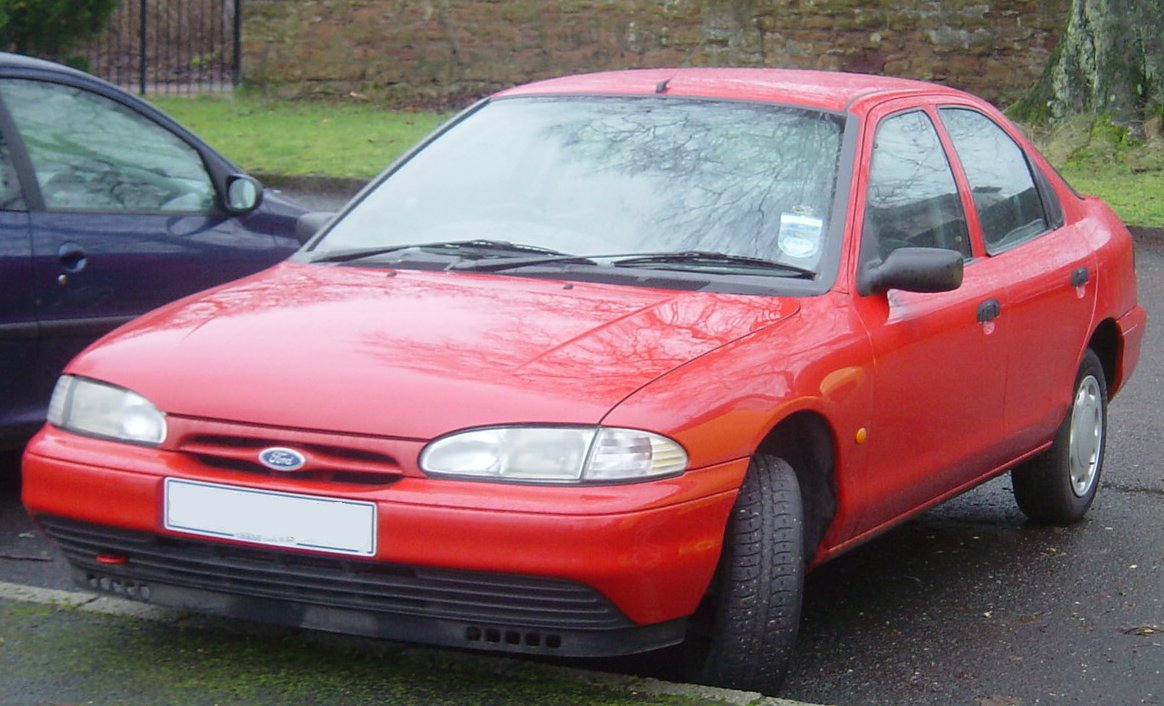
Ford Mondeo cinc portes, amb carrosseria liftback.

Liftback és un tipus de carrosseria utilitzada en alguns turismes, en la qual la tapa del maleter inclou el vidre posterior, el qual està molt inclinat respecte a la vertical (la qual cosa es coneix com a silueta fastback). La porta posterior es considera una porta més, per la qual cosa els liftback amb dues i quatre portes laterals es denominen "tres portes" i "cinc portes" respectivament.
Alguns vehicles van començar la seva vida comercial sense porta posterior, però a causa de pressions del mercat la lluna posterior va ser afegida a la tapa del maleter. Alguns exemples en són el Fiat 127 i el Citroën GS. Aquest tipus de carrosseria és bastant comuna en models europeus del segment D. Models com el Citroën C5, el Ford Mondeo, l'Opel Vectra i el Volkswagen Passat han tingut versions liftback. La casa nipona Toyota també va tenir molta acceptació amb les versions liftback dels seus models Celica i Corolla de finals de la dècada de 1970.

## Diferències amb altres carrosseries
La diferència entre un cotxe amb porta posterior i un liftback és que en el segon cas el vidre posterior està molt més inclinat, i hi sol haver un petit esglaó horitzontal en la part inferior del vidre. Comparat amb un sedan, el vidre posterior està inclòs a la tapa del maleter i va encara més inclinat, i la zona horitzontal de la tapa és molt més curta. Molts models d'automòbils tenen tant versions liftback com sedan, amb la qual cosa la diferència entre ambdues variants és únicament el format de la part posterior.